# Cantone di Gujan-Mestras
Il Cantone di Gujan-Mestras è una divisione amministrativa dell'Arrondissement di Arcachon.
È stato costituito a seguito della riforma approvata con decreto del 20 febbraio 2014, che ha avuto attuazione dopo le elezioni dipartimentali del 2015.

## Composizione
Comprende i seguenti 4 comuni:
- Gujan-Mestras
- Marcheprime
- Mios
- Le Teich